# Vladimir Harutyunyan
Vladimir Harutyunyan (18 luglio 1998) è un tuffatore armeno.

## Biografia
Ha un gemello di nome Azat Harutyunyan, anche lui tuffatore a livello professionistico.
Ai campionati mondiali di nuoto di Budapest 2017 ha partecipato, in coppia con Lev Sargsyan, al concorso dei tuffi dalla piattaforma 10 metri sincro concludendo al nono posto in classifica.
Ai campionati europei di tuffi di Kiev 2017 è arrivato sesto nel concorso della piattaforma 10 metri sincro, disputato con il gemello Azat Harutyunyan].
Ai campionati europei di nuoto di Glasgow 2018, in coppia con Lev Sargsyan, ha vinto la medaglia di bronzo nella piattaforma 10 metri sincro, terminando la gara alle spalle della coppia russa (Oleksandr Bondar e Viktor Minibaev) e di quella britannica (Matthew Dixon e Noah Williams). È stata la prima medaglia della storia per la nazionale armena ai campionati nei tuffi.

## Palmarès
- Europei

Glasgow 2018: bronzo nel sincro 10m.